# Anton-und-Katharina-Kippenberg-Stiftung
Die Anton-und-Katharina-Kippenberg-Stiftung wurde 1953 von zwei Erbinnen Anton Kippenbergs, des früheren Verlegers des Insel-Verlags, gegründet. Satzungsgemäße Voraussetzung und Grundlage der Stiftung war der Vertrag der Stiftung und der beiden Erbinnen mit der Stadt Düsseldorf vom 13. Februar 1953, mit dem die größte Privatsammlung über Goethe und seine Zeit als Grundbestand des Goethe-Museums (Düsseldorf) eingebracht wurde. In Verbindung mit einem Nachtrags-Vertrag der Stiftung und dem Goethe-Museum, sicherte der Vertrag als Standort Schloss Jägerhof für das Goethe-Museum und die finanzielle Unterstützung des Museums durch die Landeshauptstadt.
Das Goethe-Museum wurde am 30. Juni 1956 eröffnet.

## Einzelnachweis
1. ↑  Goethe-Museum Düsseldorf/Anton-und-Katharina-Kippenberg-Stiftung